# جاروت
جاروت (به صربی: Jarut) یک کوه در صربستان است که در توتین، صربستان واقع شده‌است. جاروت ۱٬۴۲۸ متر بالاتر از سطح دریا واقع شده‌است.